# Annibale Mariotti
Annibale Mariotti (Perugia, 15 settembre 1738 – Perugia, 10 giugno 1801) è stato un medico e poeta italiano.
Studiò medicina, poesia e filosofia, partecipò attivamente allo sviluppo culturale della sua città aiutando la crescita del teatro e favorendo la nascita di alcune accademie. Pubblicò numerosi trattati medici e botanici, e come testimonia il suo carteggio di lettere, entrò in contatto con tutti i protagonisti di spicco del movimento scientifico nazionale del tempo.
Attivista politico di idee liberali, aderì con passione ai moti civili di fine '700 e quando Perugia fu presa dai francesi e nacque la repubblica giacobina divenne membro del Consiglio dei municipalisti con la carica maggiore di prefetto consolare del Dipartimento del Trasimeno.
Ben presto però lo Stato della Chiesa, con l'appoggio austriaco e l'aiuto dell'esercito aretino, riconquistò le sue province. Riottenuta la città, tutti i collaboratori attivi dei francesi furono processati, tra cui il Mariotti. Messo davanti alla scelta se ritrattare o finire nelle carceri, si fece rinchiudere in cella dopo una lunga difesa processuale.
La detenzione lo fiaccò e lo condusse alla morte in breve tempo, nel 1801.
È sepolto nella chiesa di Sant'Angelo in Porta Eburnea a Perugia.
Nel 1865 gli fu intitolato l'attuale liceo ginnasio della città. Nel 1867 la Biblioteca Augusta ne acquisì gli scritti costituendo il Fondo Mariotti, particolarmente citato nei testi di storia patria dell'Umbria.
Notevole fu il suo contributo alla storia dell'arte locale, culminato con la pubblicazione delle Lettere pittoriche perugine o sia ragguaglio di alcune memorie storiche riguardanti le arti del disegno in Perugia, edite nel 1788 dalle Stampe Badueliane. Fu anche autore di un interessante vocabolario dei termini artistici (rimasto inedito), corredato di una ricca ricostruzione delle fonti, soprattutto quelle classiche.